# V-motor

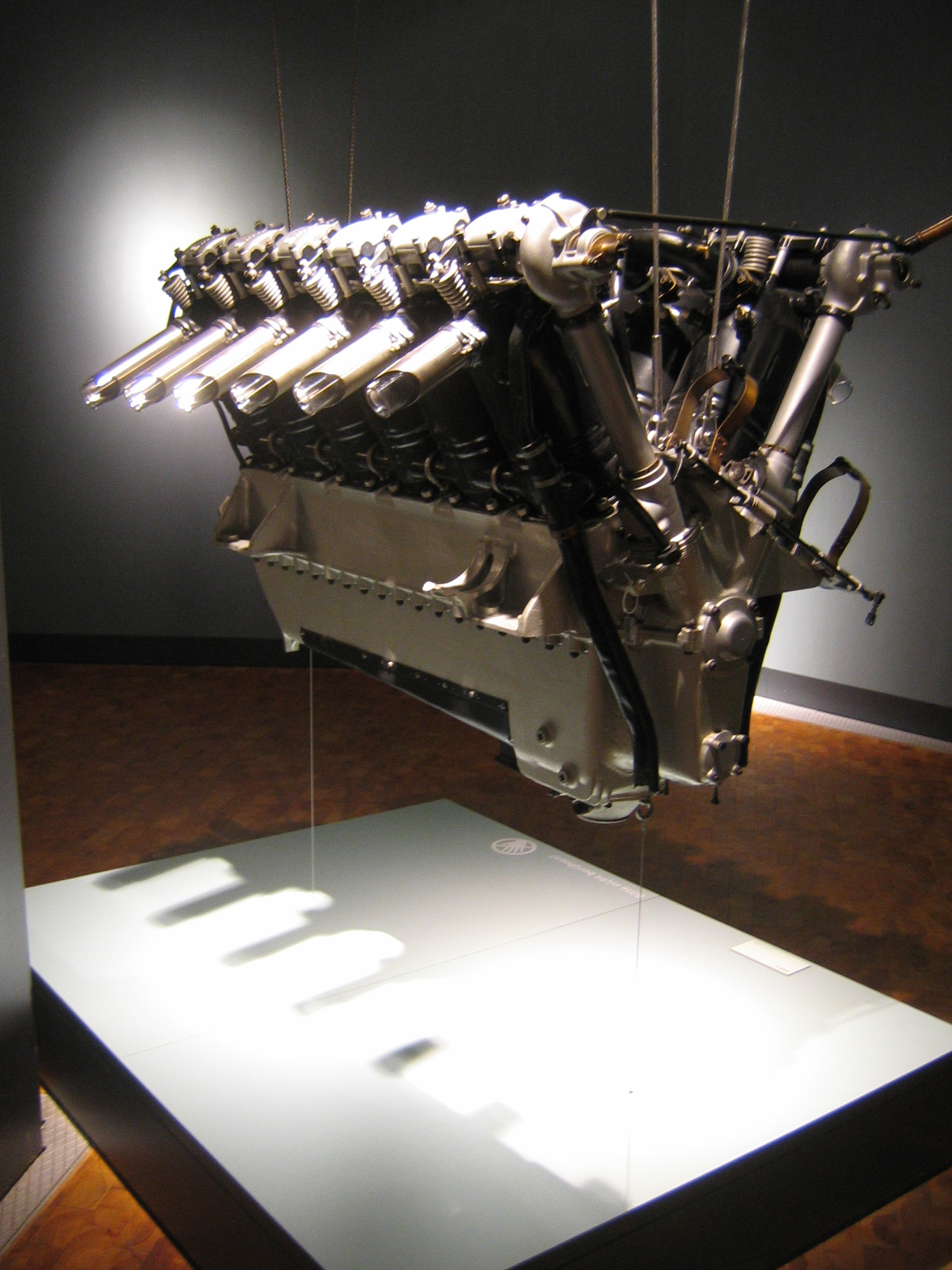
V-motor

Een V-motor is een type verbrandingsmotor met als kenmerk dat twee cilinders of rijen cilinders in een V-vorm ten opzichte van elkaar en van de krukas staan.

## Toepassing
V-motoren worden vooral gebruikt in voertuigen waarin ruimte beperkt is. Door de cilinders schuin tegenover elkaar te zetten neemt een V-motor minder ruimte in dan een lijn- of boxermotor met dezelfde cilinderinhoud en aantal cilinders. Ook worden de motortrillingen minder dan met een lijnmotor: de krukas kan korter gehouden worden, waardoor hierin minder moment optreedt. In auto's krijgen de drijfstangen van twee tegenover elkaar liggende cilinders meestal een gezamenlijke kruktap, waardoor nog meer ruimte wordt bespaard. 
Niet elk type V-motor loopt van nature rustig en gelijkmatig; eigenlijk draaien alleen V-motoren met 8, 12 en 16 cilinders zonder veel problemen. In V-motoren met een ander aantal zuigers (bijvoorbeeld 2, 4, 6 of 10) worden over het algemeen een of meer balansassen gebruikt om de ongewenste trillingen te voorkomen.
De hoek tussen de twee rijen cilinders van de V-motor verschilt van motor tot motor.

## Configuratie
De configuratie van de V-motoren wordt normaal gesproken aangeduid met V#, waarbij # het aantal cilinders aangeeft:
- V twin
- V3 Honda-tweetaktracers
- V4
- V5
- V6
- V8
- V10
- V12
- V16
- V18
- V20
- V24

## L-motor

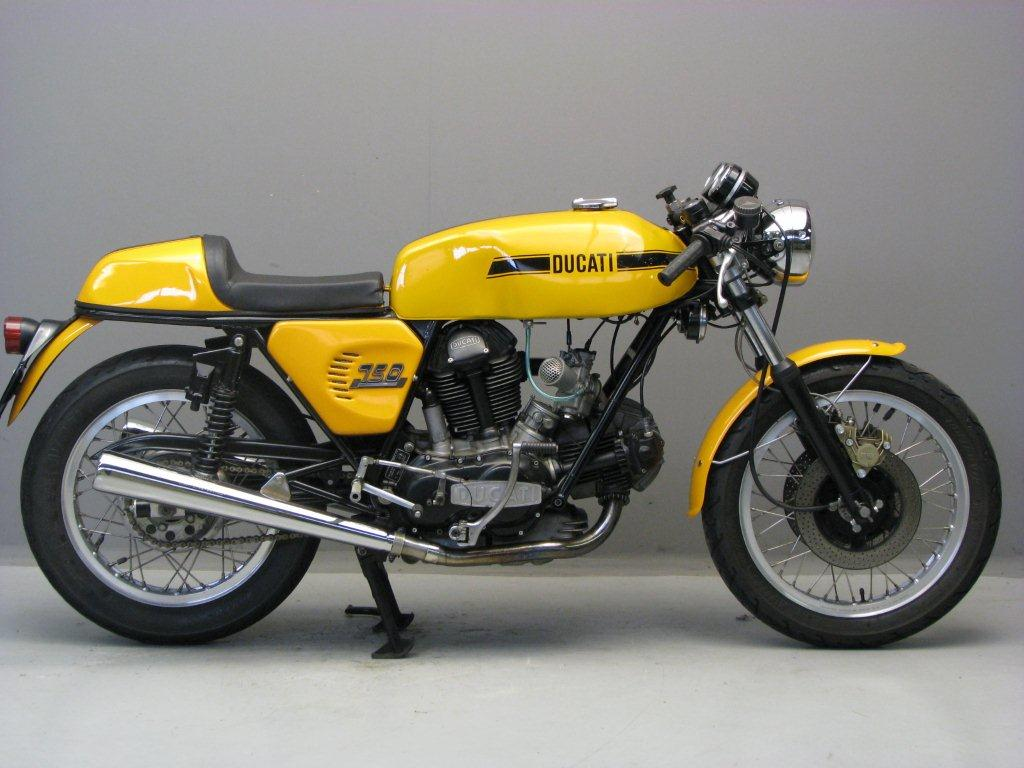
L-motor van Ducati

Een 90° V-motor waarvan één cilinder(blok) (bijna) plat ligt wordt ook wel L-motor genoemd.

## Trivia
In zeldzame gevallen krijgen de beide cilinderrijen een eigen krukas, men spreekt dan van een W-motor, deze term wordt echter ook voor motoren met drie of vier rijen cilinders gebruikt.
Boxermotoren worden ten onrechte ook wel 180° V-motoren genoemd. Er is namelijk een verschil: bij een boxermotor bewegen twee tegenover elkaar liggende zuigers in tegengestelde richting (dus naar elkaar toe of van elkaar af) en delen ze niet één kruktap. Bij een 180° V-motor delen twee tegenover elkaar gelegen zuigers wel één kruktap en bewegen ze in dezelfde richting.